# سيد مهدي أبطحي
سيد مهدي أبطحي (بالفارسية: سیدمهدی ابطحی)، من مواليد 2 مارس 1963، هو لاعب كرة قدم إيراني معتزل، وكان يلعب بمركز جناح أيسر، بدأ مسيرته الكروية سنة 1983، واعتزل اللعب نهائياً سنة 1996، انضم للمنتخب الإيراني سنة 1985، واعتزل عن اللعب مع المنتخب سنة 1993، حيث لعب 33 مباراة وسجل 3 أهداف.